# Otto Bamberger

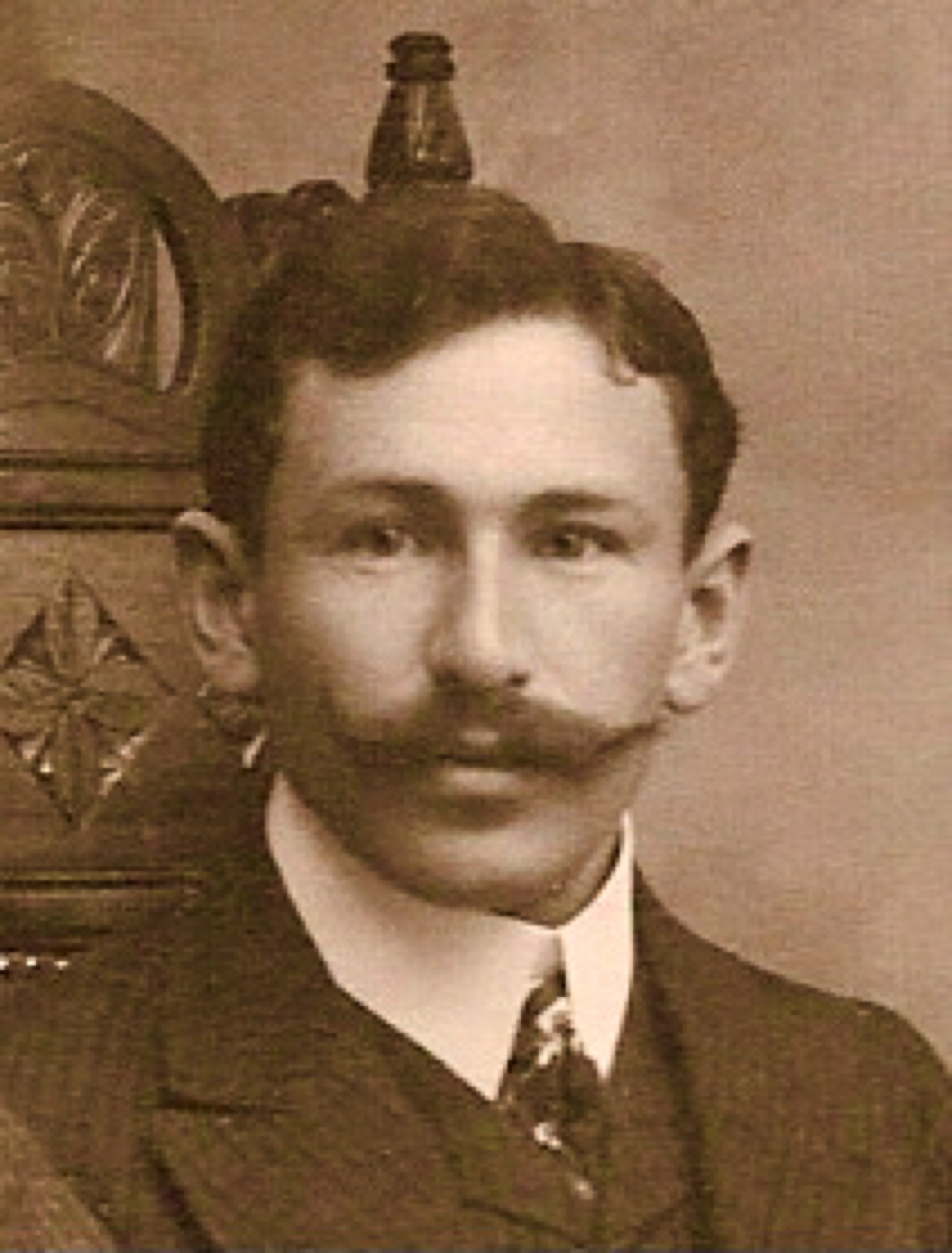
Otto Bamberger, ca. 1910

Otto Bamberger (geboren am 18. Mai 1885 in Mitwitz, Oberfranken, Königreich Bayern; gestorben am 20. September 1933 in Baden-Baden) war ein deutscher Kaufmann und Unternehmer, Kunstsammler expressionistischer Werke, Förderer zeitgenössischer Künstler bzw. Kunstmäzen, Produktdesigner, „leidenschaftlicher Pazifist“ und Sozialdemokrat. Er gilt als größter Auftraggeber und Förderer des Staatlichen Bauhauses in Weimar und Dessau. Zeitgenossen galt er als unkonventionelle eigenwillige Persönlichkeit, die ihren individuellen Stil pflegte und innerhalb ihres Wirkungskreises gängige Konventionen gern außer Kraft setzte. Er verstarb kurze Zeit nach der Entlassung aus nationalsozialistischer „Schutzhaft“.

## Familie

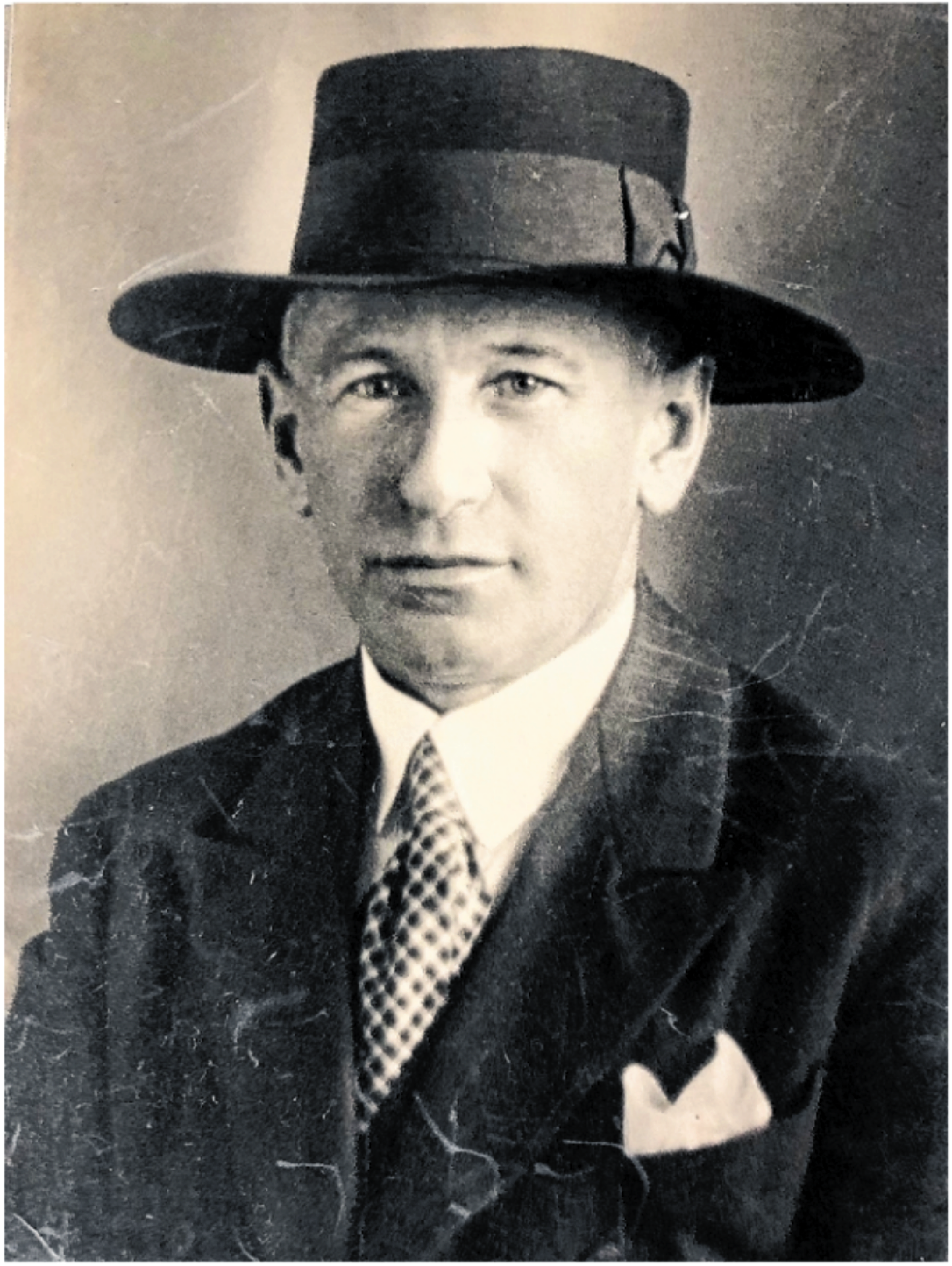
Otto Bamberger, 1928

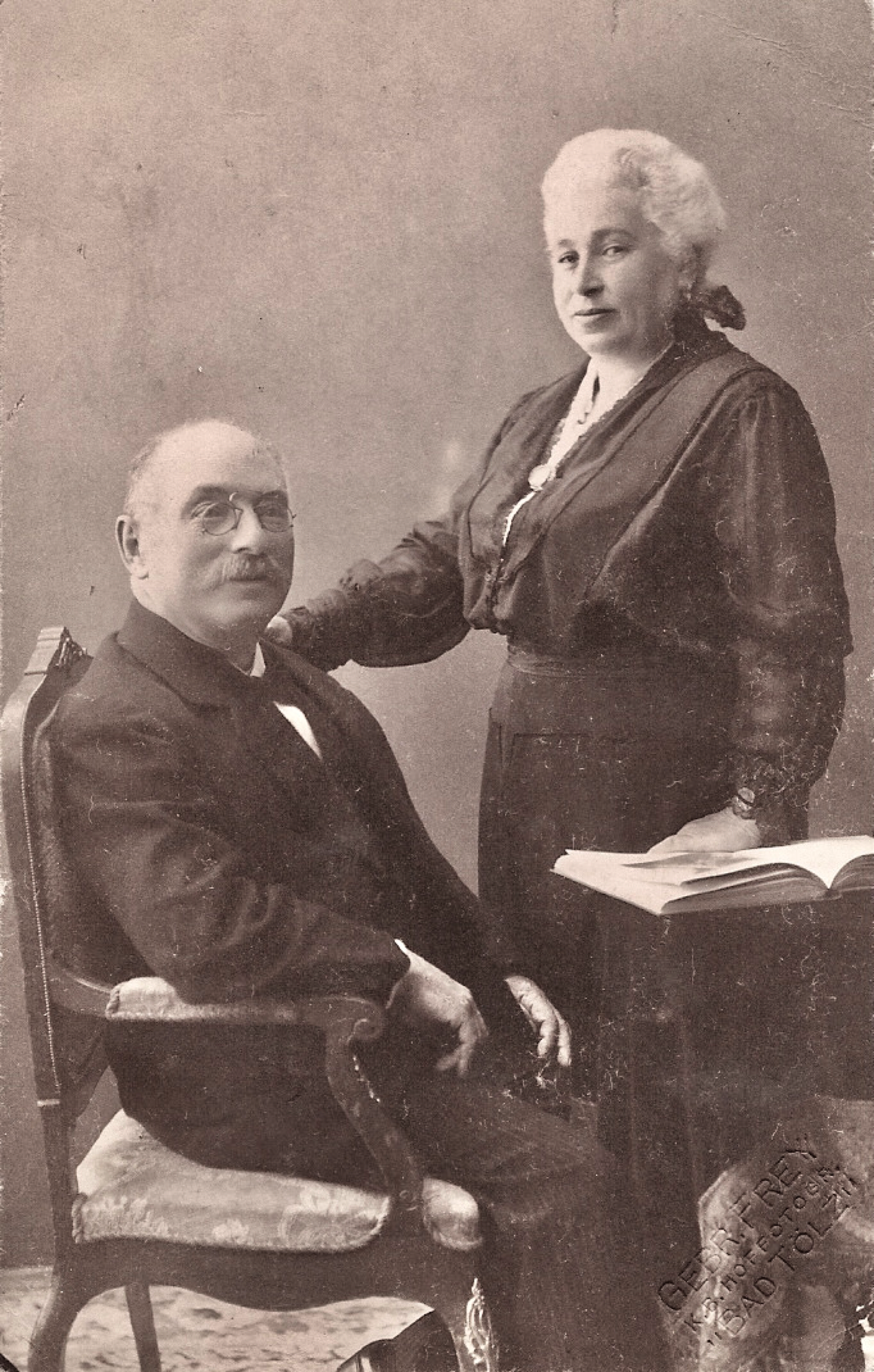
Otto Bambergers Eltern: Sarah „Serry“ Bamberger (1862–1925), geborene Ullmann, und ihr Ehemann Philipp Bamberger (1858–1919), um 1916

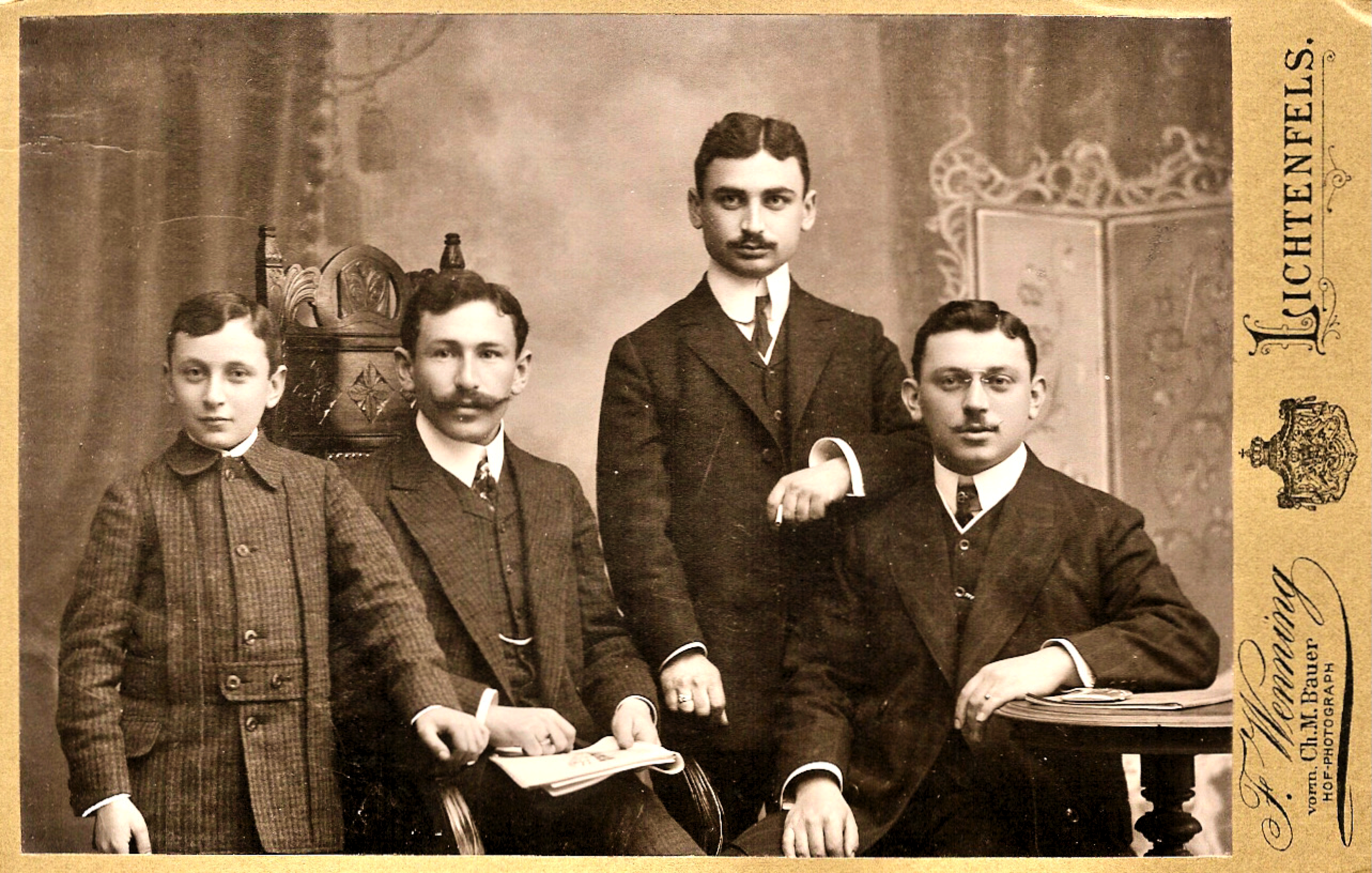
Die Brüder Ludwig (1893–1964), Otto (1885–1933), Hugo (1887–1949) und Anton (1886–1950) Bamberger, um 1910

Seine Familie stammte aus dem oberfränkischen Mitwitz, wo er im Haus Nr. 23 (Nachfolgebau heute: Kronacher Straße 10) geboren wurde. Seine Familie war jüdischer Abstammung, jedoch säkular orientiert.
Otto Bamberger war der älteste Sohn des seit dem Jahr 1887 in Lichtenfels (Oberfranken) ansässigen Kaufmanns Philipp Bamberger (1858–1919) und dessen aus Feuchtwangen stammender Ehefrau Sarah „Serry“ Ullmann (1862–1925). Er hatte vier jüngere Brüder, Anton (1886–1950), Hugo (1887–1949), Josef und Ludwig (1893–1964). Nachdem sein Vater Philipp 61-jährig an einem Schlaganfall verstorben war, beging seine Mutter 62-jährig Suizid, ein Umstand, der auch innerhalb der Familie geheim gehalten wurde. In der Folge wurde das Unternehmen durch deren ältesten Sohn Otto und Philipps Bruder Fritz, Ottos Onkel, geführt.

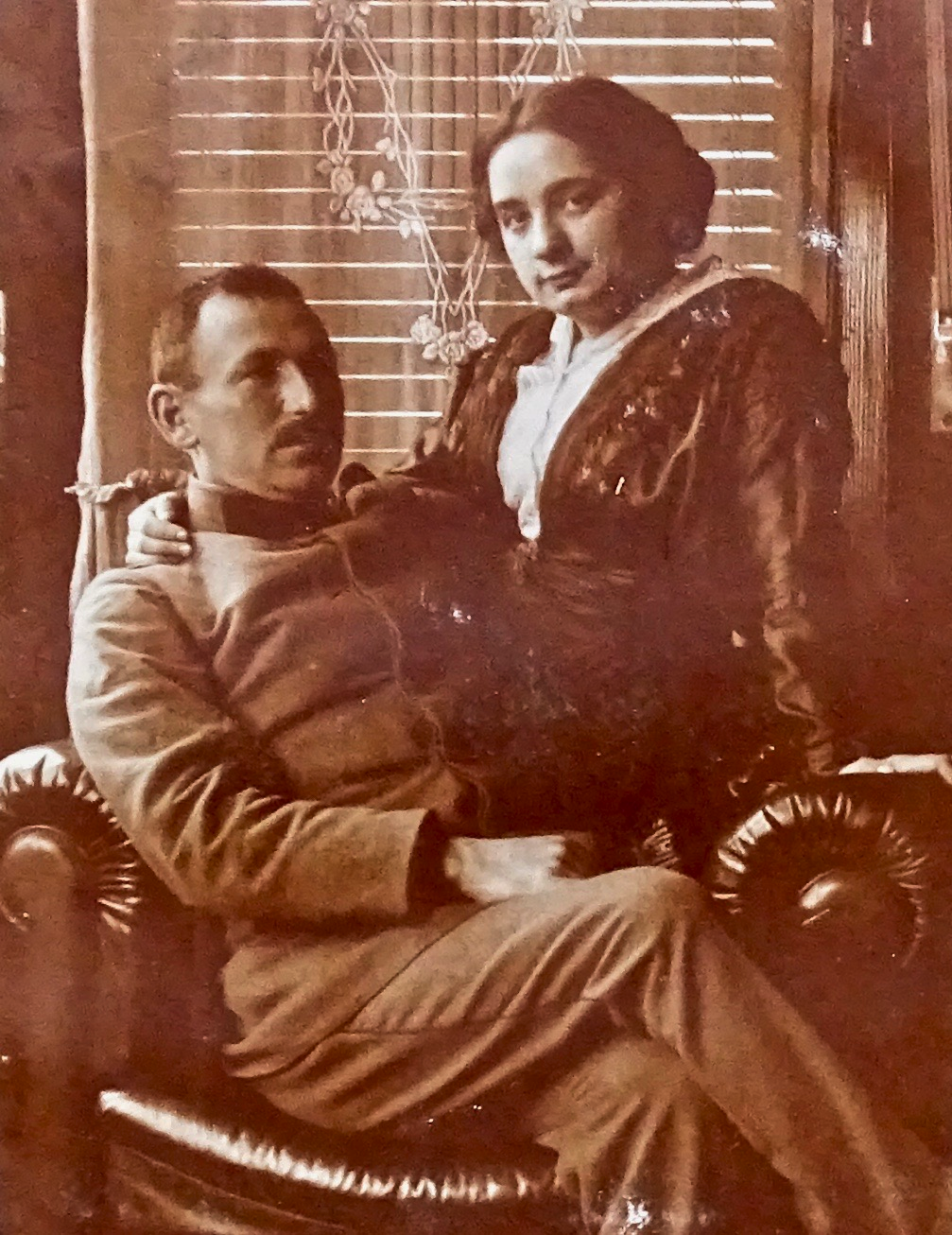
Otto Bamberger in Uniform mit Orden und seine Ehefrau Henriette „Jetta“ (1891–1978), geborene Wolff, um 1917

Am 24. Dezember 1913 heiratete der 28-jährige Otto Bamberger in Hall die Tochter des dort ansässigen Fabrikanten Beni Wolff (geboren als Baruch Benedikt Wolff am 1. April 1857 in Braunsbach; gestorben am 2. Januar 1923 in Stuttgart) und dessen Ehefrau Therese Reiß (geboren am 29. April 1865 in Hall, Deutsches Reich; gestorben am 11. Februar 1948 in Pittsburgh, Pennsylvania, Vereinigte Staaten), die 22-jährige Henriette „Jetta“ (geboren am 14. Juli 1891 in Hall; gestorben am 30. Oktober 1978 in Louisville, Kentucky, USA), geborene Wolff. Anm.2 Diese lernte er über ein Bekanntschaftsinserat kennen, das er in einem reichsweit verbreiteten Periodikum aufgegeben hatte. Die Kleinstadt Lichtenfels erschien ihm für die Suche nach einer Lebenspartnerin offenbar als zu überschaubar. Innerhalb seiner Familie stieß diese für die damalige Zeit unkonventionelle und als unseriös betrachtete Vorgehensweise teils auf Befremden; Indiz dafür mag sein, dass beide Trauzeugen von der Familie Wolff gestellt wurden. Anm.4
Aus dieser Ehe gingen zwei Kinder hervor, Ruth (1914–1983) und Klaus Philipp Bamberger (1920–2008). Letzterer charakterisierte seine Eltern retrospektiv als Agnostiker; Religion sei innerhalb der Familie nicht thematisiert worden. Seine Schwester Ruth bestätigte dies in ihren eigenen Aufzeichnungen, erinnerte jedoch, dass sie von ihren Eltern stets auf jüdische Feiertage aufmerksam gemacht wurde und diese sich freuten, als sie während ihrer Internatszeit auf Juist anlässlich des Jom Kippur aus eigenem Antrieb eine Synagoge in Norden, auf dem benachbarten Festland, besuchte.
Ruth, später verheiratet mit dem promovierten Juristen Emil Loewenfeld (1902–1969), Anm.3 besuchte von 1925 bis 1930 die Freie Schulgemeinde in Wickersdorf im Thüringer Wald und von 1930 bis 1933 die Schule am Meer auf der Nordseeinsel Juist. Sie absolvierte nach ihrem Schulabgang eine Ausbildung als Erzieherin am Jüdischen Seminar für Kindergärtnerinnen und Hortnerinnen (wie später Inge Deutschkron) in der Meinekestraße 22 in Berlin-Charlottenburg unter der Leitung der promovierten Lina Wolff (1897–1975). Diese war eine jüngere Schwester von Ruths Mutter Henriette, ergo Ruths Tante. Während ihrer Ausbildung absolvierte Ruth ein Praktikum im Jüdischen Landschulheim des Hugo Rosenthal in Herrlingen. Ruth schloss ihre Ausbildung 1936 ab und ging anschließend, damals noch ungewöhnlich, für zwei Jahre als Au-pair zu einer Familie der DuPont-Dynastie nach England. Vor ihrer Emigration ging sie nach Frankreich, wo sie in Le Perreux-sur-Marne in der Villa ihres Onkels Leopold „Leo“ Wolff (1889–1952) untergebracht war. Im nahegelegenen Paris erhielt sie am 5. November 1938 in der US-Botschaft ein Visum und emigrierte am 17. November 1938 über Le Havre mit der S.S. Manhattan in die Vereinigten Staaten, zunächst zu ihrem Onkel Anton Bamberger in New York Citys Bezirk Queens. In Louisville im US-Bundesstaat Kentucky wurde ihr 1940 die Leitung des neu gegründeten Kindergartens und Horts (nursery) der jüdischen Gemeinde übertragen, eine Aufgabe, der sie sich fünfzehn Jahre widmete. Später spezialisierte sich Ruth auf die erzieherische Betreuung geistig behinderter Kinder und geriet zu einer angesehenen Beraterin auf diesem Fachgebiet.
Ihr jüngerer Bruder Klaus änderte nach seiner Emigration über Frankreich in die USA seinen Vornamen zu „Claude“. Im US-Bundesstaat New Jersey gründete er nach dem Zweiten Weltkrieg ein Unternehmen, das international agierte und bis Frühjahr 2023 bestand.

## Familienunternehmen
Das Familienunternehmen D. Bamberger war von Otto Bambergers Großvater David Bamberger (1811–1890), einem Zuckerbäcker, gegründet worden, der in erster Ehe mit der früh verstorbenen Regina (1817–1854), geborene Bärlein, und in zweiter Ehe mit Adelheid (1829–1892), geborene Grabfelder, verheiratet war. Zu jener Zeit galt das Bayerische Judenedikt von 1813, das die Mobilität, die Berufswahl und die familiäre Entwicklung jüdischer Bürger stark einschränkte.
Nachdem am 22. April 1871 das bis dato preußische Gesetz betreffend die Gleichberechtigung der Konfessionen in bürgerlicher und staatsbürgerlicher Beziehung vom 3. Juli 1869 auf das gesamte Gebiet des am 18. Januar 1871 neu gegründeten Deutschen Reiches ausgedehnt und damit auch im Königreich Bayern eingeführt worden war, ergab sich aus der nun geltenden Gleichberechtigung eine deutlich größere Freizügigkeit jüdischer Bürger. Daher sandte der bereits über 60-jährige David Bamberger seine beiden noch minderjährigen Söhne Philipp (1858–1919) und Fritz (1862–1942) um 1875 nach Lichtenfels, um in der größeren und verkehrstechnisch besser erschlossenen Kleinstadt eine Niederlassung für die Herstellung und den Handel mit Körben aus Palmwedeln zu betreiben, die das Unternehmen eigens aus Kuba importierte.
Als die Lichtenfelser Niederlassung aufgrund des örtlich gegebenen Anschlusses an die Eisenbahnstrecke florierte, schloss der mittlerweile 73-jährige David Bamberger seine Geschäftsräume in Mitwitz und übergab seinen beiden Söhnen Philipp und Fritz per 1. August 1884 die Geschäftsführung seines Unternehmens. Er verließ Mitwitz als letzter dort lebender Bürger jüdischer Herkunft, zog per 1. Juli 1887 nach Lichtenfels, verstarb drei Jahre später und wurde dort beigesetzt.
In Lichtenfels wuchs die Firma zum größten Unternehmen der Kleinstadt und zu einem der größten europäischen Lieferanten von Rohmaterial für die Korb- und Rattanmöbel-Industrie heran. Zwei Historiker verweisen auf die Weltgeltung des Unternehmens, der Name D. Bamberger sei auf dem Markt für Korbwaren weit über das Deutsche Reich hinaus führend gewesen. Gleichzeitig war sie ein Handelshaus, das um 1888 („Dreikaiserjahr“) mehr als 200 Mitarbeiter beschäftigte, davon etwa die Hälfte Heimarbeiter, insbesondere aus der oberfränkischen Region. Einkäufer des Unternehmens, darunter Otto Bamberger selbst, waren auf allen Kontinenten auf der Suche nach Rohmaterialien und Produktideen.
Das Unternehmen D. Bamberger war zur Zeit der Weimarer Republik ein bedeutender Zulieferer des Bauhauses. Darauf verweisen bis heute produzierte Bauhaus-Sitzmöbel nach Entwürfen von Marcel Breuer, Erich Dieckmann, Ludwig Mies van der Rohe oder nach Bauhaus-Entwürfen entstandene Thonet-Sitzmöbel mit geflochtenen Sitzflächen und Rückenlehnen. Auch für Bauhaus-Sitzmöbel und -Tische aus Rattan lieferte D. Bamberger das Rohmaterial und fertigte dafür in eigener Schreinerei die Tischplatten an.
U. a. aus dem Jahr 1927 ist dokumentiert, dass die Firma D. Bamberger Lichtenfels für die Staatliche Hochschule für Handwerk und Baukunst zu Weimar Expertisen erstellt hat, in denen es beispielsweise um die Analyse geflochtener Sitzmöbel aus Italien und deren Vergleich mit thüringischen Flechtsitzmöbeln ging. Das Unternehmen führte Otto Bamberger zu dieser Zeit mit seinen Geschäftspartnern, seinem jüngsten Bruder Ludwig und Alfred David (1890–1956), dem Sohn seines Onkels Fritz.

## Wirken
Bereits 1910 wurde der zu dieser Zeit etwa 25-jährige Otto Bamberger Geschäftsführer des Familienunternehmens D. Bamberger, dessen Inhaber zu dieser Zeit sein Vater Philipp und dessen Bruder Fritz, Ottos Onkel, waren. Zuvor hatte er im Unternehmen gelernt und bei verschiedenen Kundenfirmen in England, Frankreich und Italien gearbeitet, wo er auch die jeweiligen Landessprachen erlernen musste.

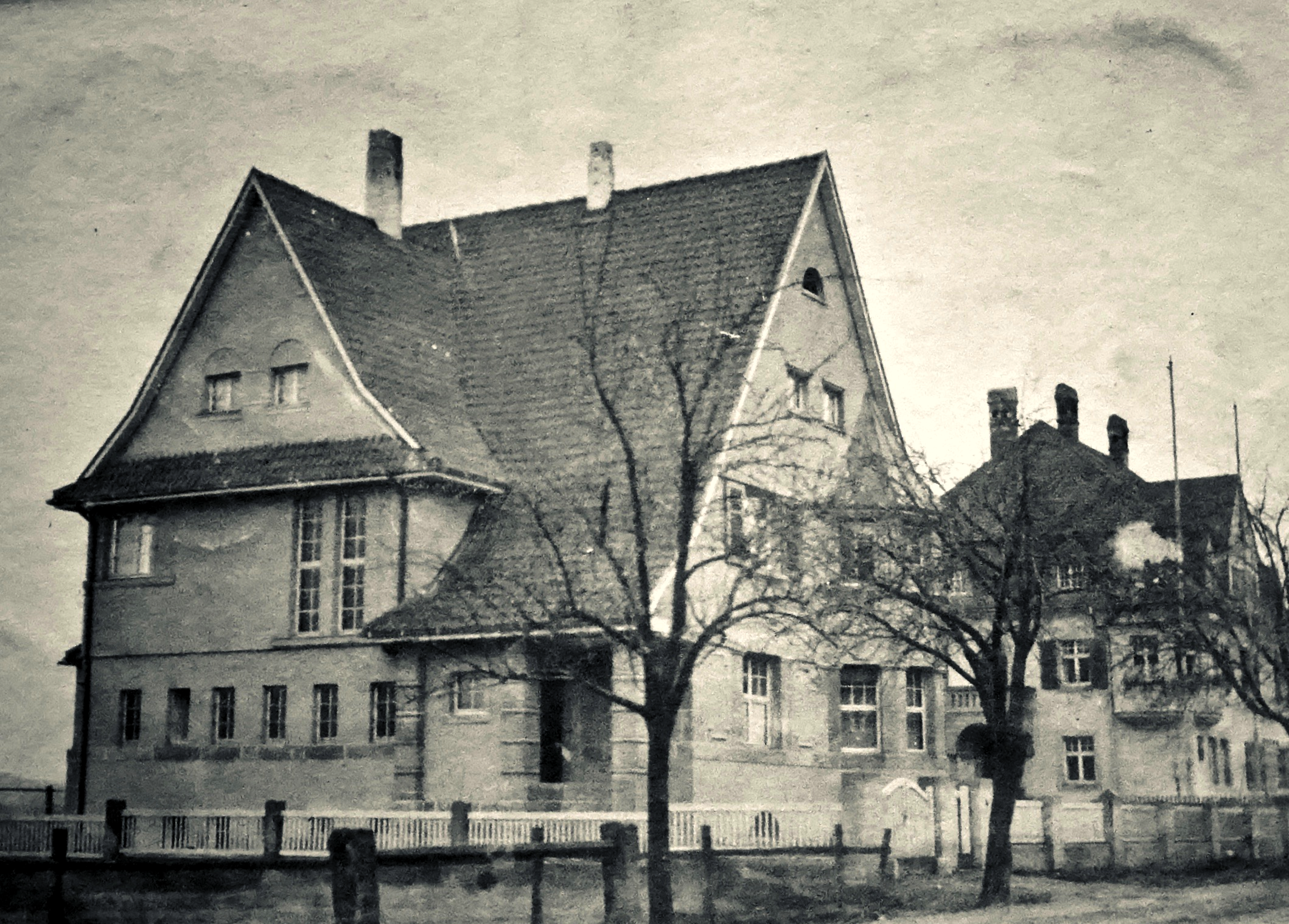
Villa „Sonnenhaus“ in Lichtenfels, Kronacher Straße 19, um 1915

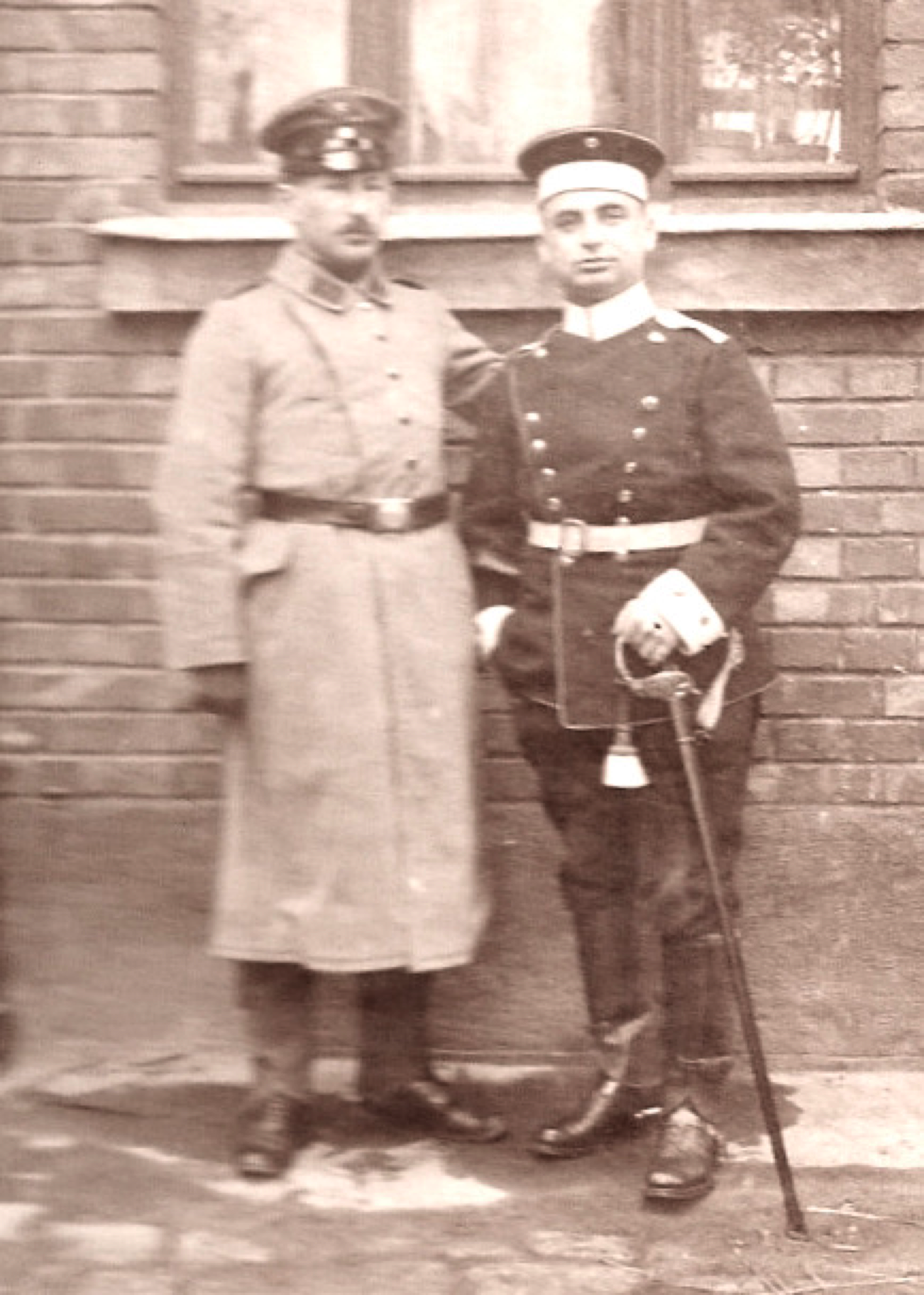
Otto Bamberger (links) mit seinem Bruder Hugo Bamberger, 1915

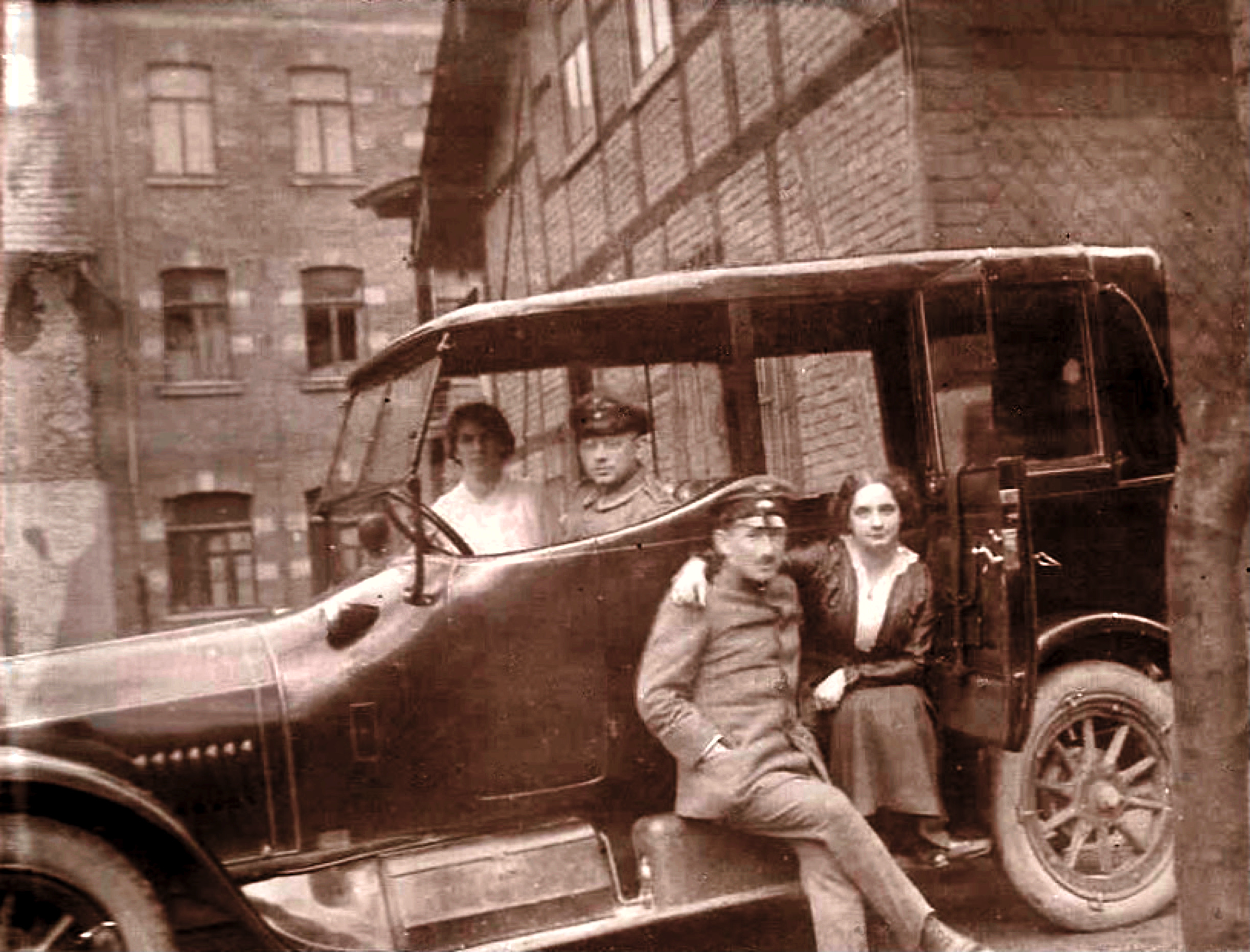
Otto Bamberger mit seiner Ehefrau Henriette „Jetta“ Bamberger, geb. Wolff, vor der geöffneten hinteren Autotür sitzend und seinem jüngeren Bruder Anton Bamberger am Lenkrad, daneben Ottos Schwägerin Lina Wolff, 1915

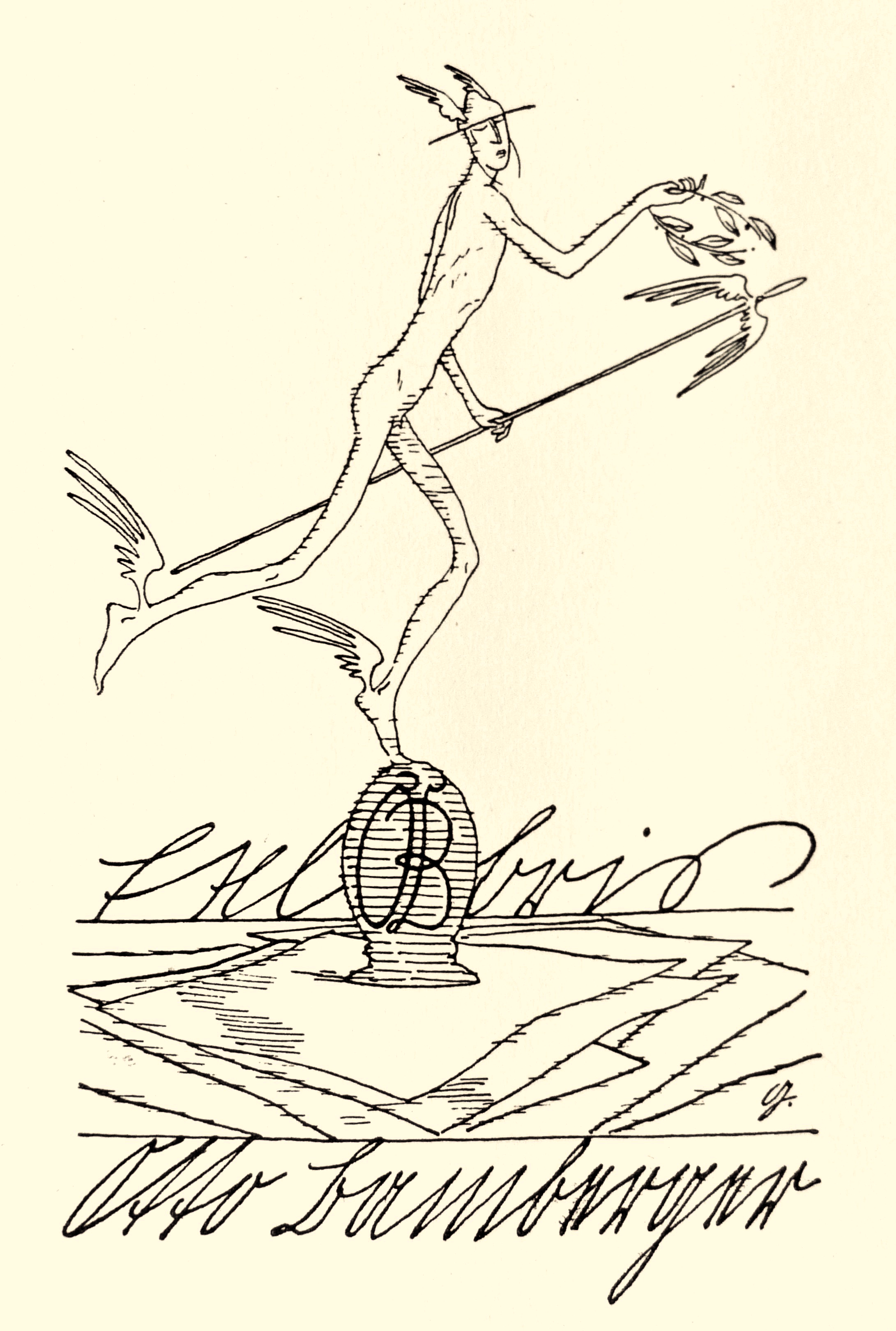
Exlibris des Otto Bamberger

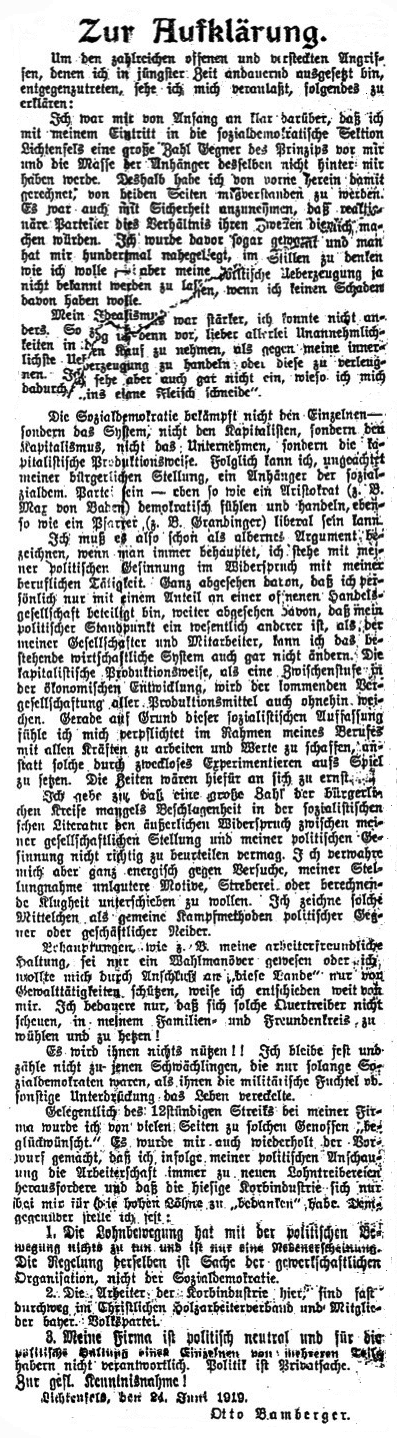
Otto Bambergers Leserbrief vom 24. Juni 1919, seine SPD-Mitgliedschaft betreffend

Im Jahr 1914, als sein erstes Kind Ruth geboren wurde, ließ sich Otto Bamberger durch den von Hildburghausen aus wirkenden Architekten August Berger eine Villa inklusive Raumausstattung errichten, die seit 1994 unter Denkmalschutz steht. In dieser, zeitgenössisch als „Sonnenhaus“ bezeichnet, verkehrten anlässlich regelmäßig stattfindender literarischer Abende Schriftsteller und Grafiker wie Alfred Kubin, Bildhauer wie Maria Lerch, Kunstmaler wie Reinhold Nägele, das Ehepaar Meisenbach vom gleichnamigen Verlagshaus aus Bamberg und Kunsthistoriker wie Justus und Senta Bier (1900–1978), geborene Dietzel.
Otto Bamberger, der sich für moderne Kunst, Literatur, Philosophie, Politik, Architektur und Innenarchitektur sowie Auslandsreisen interessierte, unterstützte teils unbekannte und mittellose Künstler, indem er von diesen Werke erwarb, die zur damaligen Zeit noch keinen nennenswerten Marktwert hatten. Mit den gefälligsten dieser Werke dekorierte er die zahlreichen Räume des „Sonnenhauses“. Der weitaus größte Teil der Kunstsammlung wurde ab September 1927 in seiner Bibliothek hinter zu diesem Zweck eigens gefertigten breiten Holzschiebetüren aufbewahrt. Heute sind die Kunstwerke der Sammlung des Otto Bamberger sehr begehrt, die Künstler zumeist international bekannt.
Als Sammler und Mäzen zeitgenössischer expressionistischer Kunst am Blauen Reiter beteiligter Künstler erwarb Otto Bamberger während der 1910er und 1920er Jahre eine umfangreiche Sammlung hunderter Grafiken, Gemälde, Zeichnungen, Lithografien, Holzschnitte, Skulpturen und anderer Kunstgegenstände, beispielsweise von Ernst Barlach, Max Beckmann, Marc Chagall, Lovis Corinth, Otto Dix, Max Feldbauer, George Grosz, Erich Heckel, Otto Herbig, Wassily Kandinsky, Ernst Ludwig Kirchner, Paul Klee, Oskar Kokoschka, Käthe Kollwitz, Alfred Kubin, Wilhelm Lehmbruck, Max Liebermann, Franz Marc, Paula Modersohn-Becker, Emil Nolde, Pablo Picasso und Leo Putz. Von Max Obermayer (1866–1948) ließ er 1918 ein Ölgemälde anfertigen, das seine vierjährige Tochter Ruth porträtiert. Außerdem erwarb er Skulpturen von Maria Lerch, darunter auch christliche wie Maria mit dem Jesuskind.
Ebenso wie seine drei jüngeren Brüder nahm er am Ersten Weltkrieg teil, wurde am 14. Februar 1915 zunächst dem Ersatzbataillon des Königlich Bayerischen 5. Infanterie-Regiments „Großherzog Ernst Ludwig von Hessen“ zugeteilt, im Dezember 1916 zum Obergefreiten befördert, als Offizier der Reserve unterrichtet, zum Königlich Bayerischen 18. Infanterie-Regiment „Prinz Ludwig Ferdinand“ in Landau beordert, kam nach Russland an die Front und war dort von Juli bis Oktober 1918 dem Königlich Bayerischen 1. Infanterie-Regiment „König“ zugeteilt, mit dem er in Kämpfe zur Unterstützung der Ukraine verwickelt war.
Im Jahr 1919 sah sich Otto Bamberger dazu genötigt, seine SPD-Mitgliedschaft zu rechtfertigen, nachdem er deshalb heftiger Kritik von Links und Rechts ausgesetzt war. Einerseits wurde ihm eine arbeiterfreundliche Haltung vorgeworfen; er sei für gestiegene Löhne in der Korbindustrie verantwortlich. Andererseits sei bei einem Unternehmer eine sozialdemokratische Haltung nur vorgespielt. Er verfasste daher einen längeren Leserbrief, der im Lichtenfelser Tagblatt abgedruckt wurde. In diesem legte er dar, dass er lediglich Teilhaber eines Unternehmens (oHG) sei und daher mit seiner privaten politischen Überzeugung nicht für die Geschäftspolitik des ganzen Unternehmens stehe. Seine Tätigkeit als Unternehmer gehe nicht zu Lasten seiner privaten politischen Entscheidungsfreiheit. Zwischen sozialdemokratischen Überzeugungen und einer unternehmerischen Tätigkeit gebe es nicht zwangsläufig einen Widerspruch.
Seinem Bruder Anton, der 1919 heiratete, schenkte Otto Bamberger aus diesem Anlass ein Ölgemälde von Leo Putz, Dame in Blau, das dieser etwas verspätet 1920 fertigstellte.
Ab etwa Mitte der 1920er Jahre vertrieb eine in Coburg angesiedelte Niederlassung des Unternehmens eine große Vielzahl von Spielen, Holzspielzeug, Baukästen, Bastel- und Handarbeitsmaterial für Kinder nach den Spieltheorie-Vorgaben des Pestalozzi-Schülers Friedrich Fröbel, außerdem kunstgewerbliche Erzeugnisse aus Holz, die Otto Bamberger zum Teil selbst entwarf bzw. gestaltete. Die von ihm als neues Sortiment in das Portfolio des Unternehmens eingeführten Spielwaren ließ er ab der Mitte der 1920er Jahre von seinen beiden Kindern erproben und beurteilen. Er befürwortete grundsätzlich, dass diese sich besser mit den realen Objekten als mit kindlichen Miniaturen befassten. Lediglich pädagogisch wertvoll erscheinendes Spielzeug empfand er als sinnvoll. Gängiges Kriegsspielzeug wie Zinnsoldaten und Spielzeugwaffen lehnte er kategorisch ab.
Während für die Kinder das Schlafzimmer der Eltern zumeist tabu war, geriet deren Ehebett an Sonntagvormittagen als dann so bezeichnetes „Familienbett“ zum Schauplatz angeregter Diskussionen. Für die vielen regelmäßigen Gäste im „Sonnenhaus“ war es nicht ungewöhnlich, zusammen mit den beiden Bamberger-Kindern und deren Eltern am „Familienbett“ teilzunehmen. Maximal zu sechst an Fuß- und Kopfteil gelehnt lagen bzw. saßen sie im Ehebett und diskutierten über philosophische, kulturelle, künstlerische oder politische Themen, bei denen die Kinder zuhörten. Für die damalige Zeit dürfte dies ein ungewöhnlich freizügiges und pittoreskes Bild ergeben haben. Zu den häufigen Gästen im „Sonnenhaus“ zählte neben Alfred Kubin, Maria Lerch und dem in Seubelsdorf unterrichtenden Kunstlehrer Andreas Dück (1891–1968) ab etwa Mitte der 1920er Jahre der Bauhaus-Designer Erich Dieckmann, der stets mit lautstark knatterndem Motorrad vorfuhr, von dem insbesondere Otto Bambergers kleiner Sohn Klaus begeistert war.
Otto Bamberger beauftragte Dieckmann Ende 1926, das Interieur des „Sonnenhauses“ komplett neu zu gestalten und auszustatten.

### Sonnenhaus Ausstattung Erich Dieckmann (Auswahl)

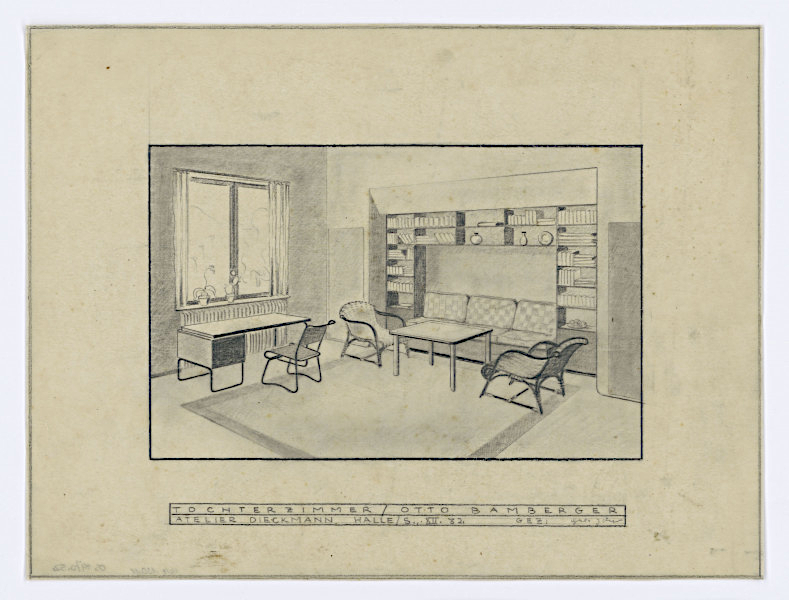
Tochterzimmer Entwurf für Sonnenhaus Lichtenfels Bamberger Otto
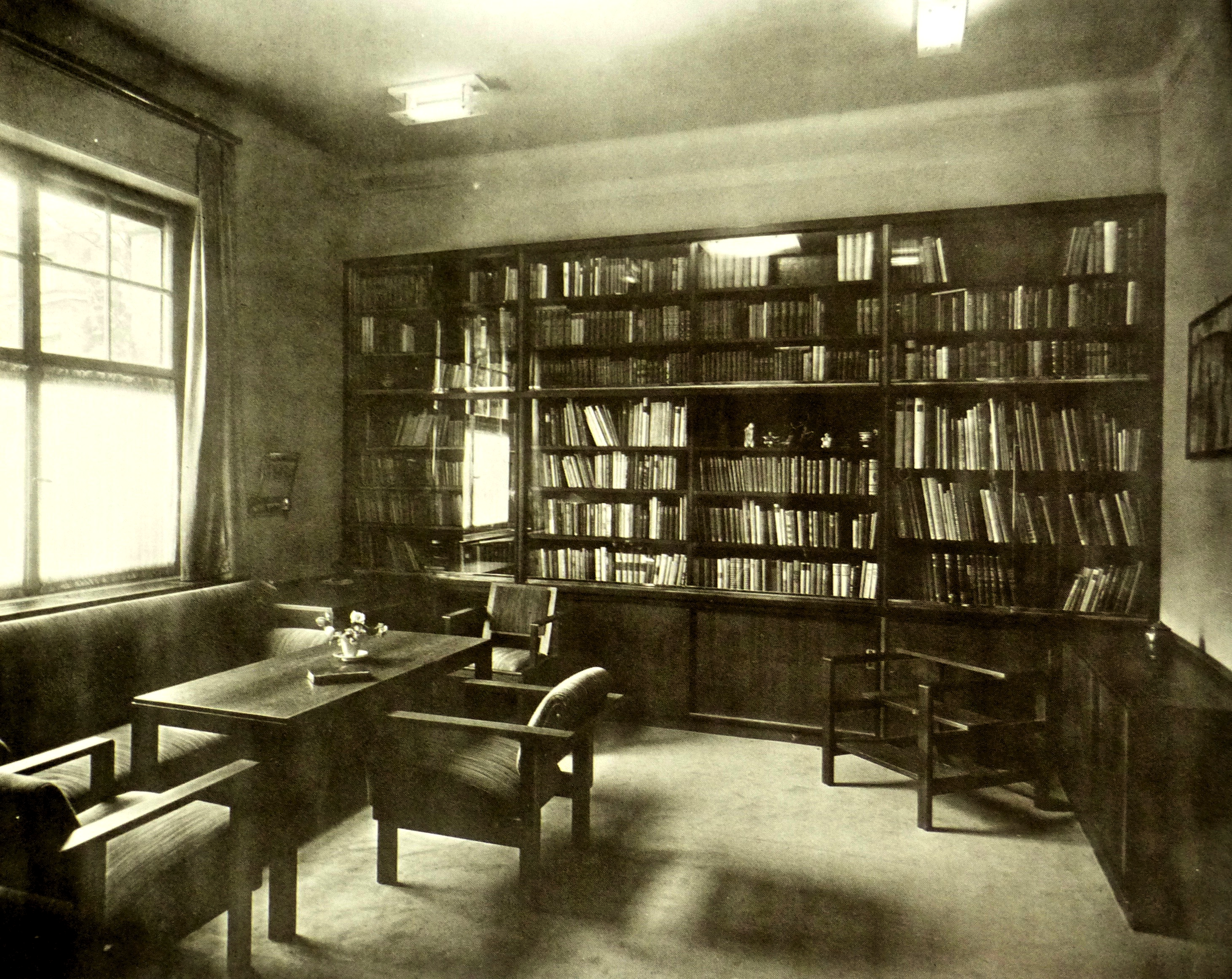
Bibliothek Bamberger
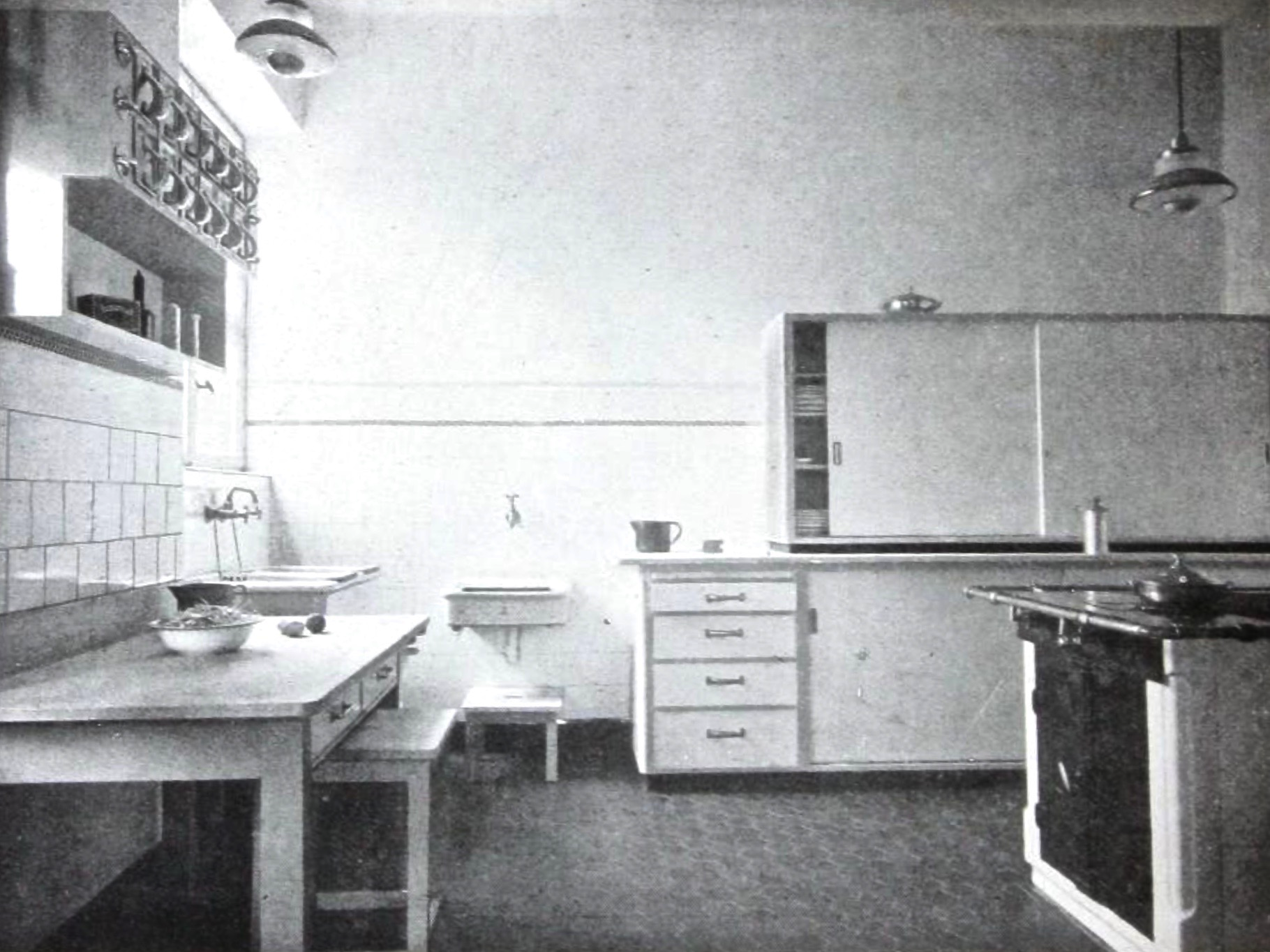
Küche 1928

Der Dokumentation des Hauptstaatsarchives Weimar zufolge war Otto Bamberger wohl der erste und einzige Auftraggeber des Bauhauses, der die komplette Umgestaltung und Ausstattung eines ganzen Gebäudes in Auftrag gegeben hat. Die umfängliche Korrespondenz dazu ist offenbar erhalten. Otto Bamberger gilt deshalb als größter Förderer und Auftraggeber des Bauhauses.
In die Abwicklung dieses Großauftrages schaltete sich Otto Bartning ein, der Direktor der Staatlichen Bauhochschule Weimar. Am 20. April 1928 bat er die Bambergers schriftlich darum, eine kurze Lieferzeitverzögerung ihres Küchenmobiliars zu akzeptieren, weil er dieses wegen der nach seiner Einschätzung hervorragend gelungenen Ausführung zuvor unbedingt ausstellen wolle.
Eine Reihe von Dieckmanns Entwürfen für Otto Bamberger finden sich im Februar 1929 in der Designzeitschrift Die Form, in mindestens einem Möbelkatalog der Staatlichen Bauhochschule Weimar, 1930 in Walter Müller-Wulckows Buch Die deutsche Wohnung der Gegenwart und in Dieckmanns 1931 erschienenem Buch Möbelbau in Holz, Rohr und Stahl, das antiquarisch oder als Reprint erhältlich ist.
Seiner Tochter Ruth ermöglichte Otto Bamberger von 1925 bis 1930 den Besuch des reformpädagogischen Internats Freie Schulgemeinde in Wickersdorf bei Saalfeld im Thüringer Wald. Zwischen Lichtenfels und Saalfeld bestand eine direkte Zugverbindung. Otto Bambergers regelmäßiger Hausgast Alfred Kubin, der seinem Stiefsohn Otto Gründler dort von 1907 bis 1914 den Schulbesuch finanziert hatte, könnte dieses Landerziehungsheim empfohlen haben. Auch der Ziehsohn von Käthe Kollwitz, Georg Gretor, war von 1911 bis 1913 Schüler dieses Internats gewesen.

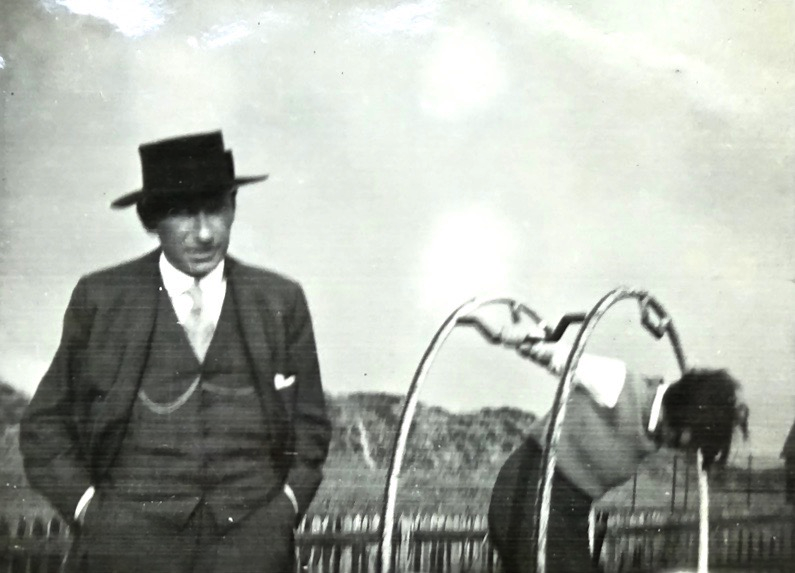
Otto Bamberger mit seiner Tochter Ruth am Rhönrad auf dem Areal der Schule am Meer im Loog auf der Nordseeinsel Juist, 1932

Otto Bambergers Sohn Klaus besuchte vom 18. April 1931 bis 17. Dezember 1933 das von Martin Luserke gegründete und geleitete reformpädagogische Internat Schule am Meer auf der Nordseeinsel Juist. Dieses besuchte seit dem 28. September 1930 auch seine vom Wickersdorfer Landerziehungsheim nach Juist gewechselte ältere Schwester.

„Ich sehe ihn [Otto Bamberger] noch am Strand in Juist stehen, er kam seine Kinder besuchen. Mir fiel damals auf, dass er nicht wie die meisten Männer gekleidet war, er trug einen legeren schwarzen Anzug, ein Hemd ohne Krawatte mit einer Art Band um den Kragen und einen breitkrempigen schwarzen Hut.“

Luserkes musisch geprägte Schule am Meer wurde maßgeblich durch den Industriellen, Kunstsammler und -mäzen Alfred Hess aus dem thüringischen Erfurt gefördert. Dessen Ehefrau Thekla, geborene Pauson, stammte aus Lichtenfels. Das dortige Unternehmen der Familie Pauson war im selben Marktsegment wie die Firma D. Bamberger tätig. Thekla Hess und „Jetta“ Bamberger kannten sich recht gut; Thekla Hess war ausweislich erhaltener Korrespondenz zumindest zwischen 1932 und 1938 regelmäßig in der Villa „Sonnenhaus“ zu Besuch, übernachtete dort auch mehrtägig. Anm.5
Die Schule am Meer wurde Ostern 1934 vor dem Hintergrund der NS-„Gleichschaltung“ und des staatlich betriebenen Antisemitismus geschlossen. An diesem privaten Internat waren rund 30 Prozent der Schüler, und somit ebenso der Elternschaft, jüdischer Herkunft. Als Mitglieder der „Außengemeinde“ der Schule am Meer waren auch Otto und „Jetta“ Bamberger mit der Anschrift „Lichtenfels, Sonnenhaus“ verzeichnet. Anm.7 Sohn Klaus verließ das ostfriesische Juist, um NS-Diskriminierung auszuweichen, und wechselte Anfang Januar 1934 in das schweizerische St. Gallen zum Voralpinischen Knaben-Institut Dr. Schmidt (spätere Bezeichnung: Institut auf dem Rosenberg).
Der seit Jahren unter Herzbeschwerden leidende Otto Bamberger wurde nach der Machtabtretung an die Nationalsozialisten 1933 während eines geschäftlichen Aufenthalts in Frankfurt am Main im Rahmen der Verfolgung von Sozialisten, Kommunisten, Gewerkschaftern, Katholiken und Zentrumspolitikern als Mitglied der SPD durch Angehörige der SA in so genannte „Schutzhaft“ genommen und in vermutlich erniedrigender bzw. demütigender Weise verhört. Dabei dürfte seine jüdische Herkunft der SA in die Hände gespielt haben. Eine physische Misshandlung wurde nicht überliefert; eine psychische Misshandlung darf als höchstwahrscheinlich angenommen werden. Nach Intervention seiner Ehefrau Henriette und mit der Hilfe eines menschlich und dienstlich korrekt agierenden Leutnants der Frankfurter Polizei konnte er nach einer Woche aus dieser illegalen Festsetzung nach Lichtenfels zurückkehren, allerdings als gebrochener Mann mit schwerer Depression. Die SA hatte keinerlei polizeiliche Befugnisse, agierte jedoch 1933 wie eine Hilfspolizei, der die reguläre Polizei meist kaum nach weiterhin geltendem Recht zu trotzen wagte, nachdem Hitler, Göring und Frick in der Reichsregierung waren. Wenige Monate nach seiner Festsetzung verstarb Otto Bamberger in einem Sanatorium in Baden-Baden 48-jährig an einem Herzinfarkt.
Das letzte Buch, in dem er gelesen hatte, war Oswald Spenglers neu erschienenes Werk Jahre der Entscheidung. Darin hatte Otto Bamberger einen einzigen Satz unterstrichen: „[…] wer nur Behagen will, verdient es nicht, da zu sein“.
Er wurde feuerbestattet, seine Urne auf dem Jüdischen Friedhof in Lichtenfels beigesetzt. Sein Grab wurde ebenso wie die übrigen dieser Ruhestätte während der NS-Zeit geschändet und 1941 vollends zerstört, die Grabsteine großteils zerschlagen, gestohlen und am Ort zum Straßenbau verwendet.

## Nachwirkungen NS-staatlicher Aktivitäten
Seine 42-jährige Witwe Henriette „Jetta“ übernahm anstelle ihres verstorbenen Mannes eine aktive Rolle im Unternehmen, wie dieser zusammen mit Ludwig und Alfred D. Bamberger (1890–1956).

„In Lichtenfels empfing uns Klaus’ Mutter [zu Beginn der Sommerferien 1935] mit wundervollem Essen und führte mich in mein gemütliches Zimmer. Der zauberhafte Garten beeindruckte mich besonders. Ruth war nicht da [ausbildungsbegleitendes Praktikum in Herrlingen] und Klaus noch in seinem Schweizer Internat. Ich glaube es hieß Rosenberg. Frau Bamberger war eine gutaussehende aktive Frau, jedoch tief überschattet durch den frühen Tod ihres originellen und begabten Mannes.“

### Erzwungene Emigration
Im Jahr 1937 fuhr Henriette „Jetta“ Bamberger, geb. Wolff, über den Atlantik, um einen Onkel ihres verstorbenen Mannes Otto aufzusuchen. Sie ergriff damit vorbereitende Maßnahmen für eine baldige Evakuierung ihrer beiden Kinder aus dem Dritten Reich. Der in Cleveland im US-Bundesstaat Ohio lebende Gustav „Gus“ Bamberger sicherte ihr Affidavits zu; Ruth war seine Großnichte, Klaus sein Großneffe.
Ende August 1938 flüchtete „Jetta“ selbst überstürzt zu ihrer Mutter Therese Wolff (* 29. April 1865 in Hall), geborene Reiß, nach Stuttgart, nachdem sie von einem wohlmeinenden Informanten aus dem Lichtenfelser Bezirksamt, Wilhelm Aumer (1883–1958), gewarnt worden war, dass gemäß der Verordnung über Reisepässe von Juden die Reisepässe aller jüdischen Lichtenfelser Bürger in Kürze konfisziert werden würden. Aumer hielt die ihm übermittelte Dienstanweisung für wenige Tage zurück, damit Henriette Bamberger vor deren Umsetzung mit ihrem Pass die Stadt und das Deutsche Reich verlassen konnte. Die Kunstsammlung Otto Bambergers musste sie in der Villa zurücklassen. Das US-Konsulat in München stellte ihr ein Besuchervisum für die Vereinigten Staaten aus, wo sie ihren bereits am 17. Januar 1938 mit der S.S. Manhattan via Le Havre in die USA emigrierten Sohn Klaus besuchte. Nach Lichtenfels kehrte sie im Gegensatz zu ihrem Sohn nie zurück. In der Folge verblieb sie in den USA; ihr Besuchervisum wurde aufgrund der politischen Ereignisse immer wieder verlängert. Am 1. Februar 1949 wurde sie naturalisiert, ergo eingebürgert. Sie arbeitete zunächst als Haushälterin für einen früh verwitweten entfernten Cousin, um für dessen zwei kleine Kinder die fehlende Mutter zumindest annähernd auszugleichen. Später war sie in Cleveland als Haushälterin für den ehemaligen österreichischen Generalkonsul Victor Tlach (* 14. Juni 1872 in Krems, Niederösterreich) tätig, den sie auch chauffierte und zu Empfängen begleitete.

### Novemberpogrome 1938
Lichtenfelser „Braunhemden“ drangen während der so bezeichneten „Reichskristallnacht“ in der Nacht vom 9. auf den 10. November 1938 in die Villa Bamberger in der Adolf-Hitler-Straße 21 (heute: Kronacher Straße 21) ein, zerstörten im Salon einen historischen niederländischen Kachelofen und warfen hunderte Bücher aus Otto Bambergers Bibliothek auf die Straße. Exzessivere Zerstörungen, wie sie zeitnah bei Otto Bambergers Bruder Ludwig mit einer Bücherverbrennung vor dessen Villa Bamberger Straße 18 (vormals bis etwa Mitte 1937: Hausnummer 44) stattfanden, verhinderte die anwesende Haushälterin Kunigunda „Kuni“ Rübensaal (1890–1978), welche die ihr persönlich bekannten SA-Angehörigen resolut vertrieb. Eine Namensliste der beteiligten Einbrecher, Vandalen und Plünderer ist erhalten, die Familiennamen sind bis heute überwiegend ortsansässig. Auf diese Übergriffe nahm das Lichtenfelser Tagblatt am Folgetag Bezug und bezeichnete die Ausschreitungen gegen die Lichtenfelser Juden und die örtliche Synagoge als Ausdruck der empörten Volksseele.

### Raubkunst
Am 10. November 1938 rückten mehrere Uniformierte des Lichtenfelser Bürgermeisteramts an, erfassten und klassifizierten die Kunstsammlung von Otto Bamberger pauschal als „entartet“ und beschlagnahmten diese. Erwiesen ist, dass nicht alle der konfiszierten Kunstwerke tatsächlich als „entartet“ galten. Dies belegt z. B. ein erhaltener Schriftwechsel mit Otto Modersohn, dem Witwer der verstorbenen Paula Modersohn-Becker. Deren Werke wurden in Lichtenfels beschlagnahmt, durften aber während des Dritten Reiches in Kunsthallen und Museen weiterhin ausgestellt sein. Fotos von mindestens drei Exponaten aus der Sammlung des Otto Bamberger sind in der Folge von einem namentlich bekannten Lichtenfelser Nationalsozialisten an die antisemitische Wochenzeitung Der Stürmer gesandt worden, als Belege „entarteter“ Kunst im Haushalt eines Juden. Kurz zuvor hatte die Stadt Lichtenfels in dem zutiefst rassistischen Hetzblatt u. a. mit ihrem „herrlichen Strandbad“ für sich geworben, zu dem Juden während dieser Zeit der Zutritt verwehrt wurde, so Henriette Bamberger, die dort seit mehr als zwei Jahrzehnten täglich im Main geschwommen war.
Der größte und wertvollste Teil der Kunstsammlung des Otto Bamberger ist bis heute nicht zurückerstattet worden. Nach einigen wenigen bekannten Objekten wird seit Jahrzehnten gesucht.
Ein kleiner Teil der Sammlung, Bleistift- und Kohlezeichnungen, Holzschnitte und Lithografien, wurde nach Kriegsende durch US-amerikanische Ermittler, darunter ein Hannoveraner Neffe Otto Bambergers, Gerald Francis (Gerhard Franz Philipp) Bamberger (1920–2013), Anm.1 im Keller des Lichtenfelser Rathauses aufgefunden. Offenbar hatten sich Lichtenfelser NS-Funktionsträger und privilegierte ortsansässige Unternehmer aus der Sammlung bedient und somit in das Eigentum des Staates übergegangenes Privatgut gestohlen. Die Fundstücke wurden Henriette Bamberger in die USA gesandt, wo sie nach Monaten in fünf Kisten verpackt in einem desolaten Zustand eintrafen. Die restlichen Teile des familiären Hausrats, die bis zur Begleichung der festgesetzten „Reichsfluchtsteuer“ in einer Nürnberger Lagerhalle verwahrt worden waren, sollen hingegen bei Luftangriffen zerstört worden sein. An dieser Legende bestehen erhebliche Zweifel, da die beauftragte ehemals jüdische Umzugsspedition bereits „arisiert“ worden war und bekannt ist, dass solcher Hausrat aus jüdischem Besitz über Auktionshäuser öffentlich versteigert wurde und auf diese Weise dank gewaltiger Nachfrage in „arische“ Haushalte überging. Der Erlös floss dem NS-Staat zu, die Auktionshäuser erhielten eine Provision.
Im „Sonnenhaus“ war offenbar bis zum Ende der 1980er Jahre NS-Raubkunst aus der angeblich verschollenen Sammlung des Otto Bamberger bei der Familie der Striwa-Werke Striegel & Wagner-Miteigentümerin Grete Wagner (1892–1986) präsent und ausgestellt. Demzufolge hat diese Familie einen Teil der immer wertvoller werdenden NS-Raubkunst aus der Sammlung des Otto Bamberger für ihre privaten Zwecke genutzt. Nur eines der dort entdeckten Kunstwerke wurde nach sechs Jahrzehnten und langjähriger Diskussion im Jahr 1999 zurückerstattet.

### „Arisierung“
Das Unternehmen D. Bamberger Lichtenfels (DBL) wurde Ende 1938 zu unlauteren Bedingungen „arisiert“, am 6. April 1939 aus dem Handelsregister getilgt und mit den Namen des neuen „arischen“ Besitzers zu Knorr, Friedrich & Co. umfirmiert. Der Namensgeber war zuvor ein leitender Angestellter von Otto, Ludwig und Alfred Bamberger. Deren Rechtsnachfolger nehmen noch heute auf die renommierte Historie des Unternehmens D. Bamberger Bezug, lassen aber die unredliche „Arisierung“ während der NS-Zeit unerwähnt.

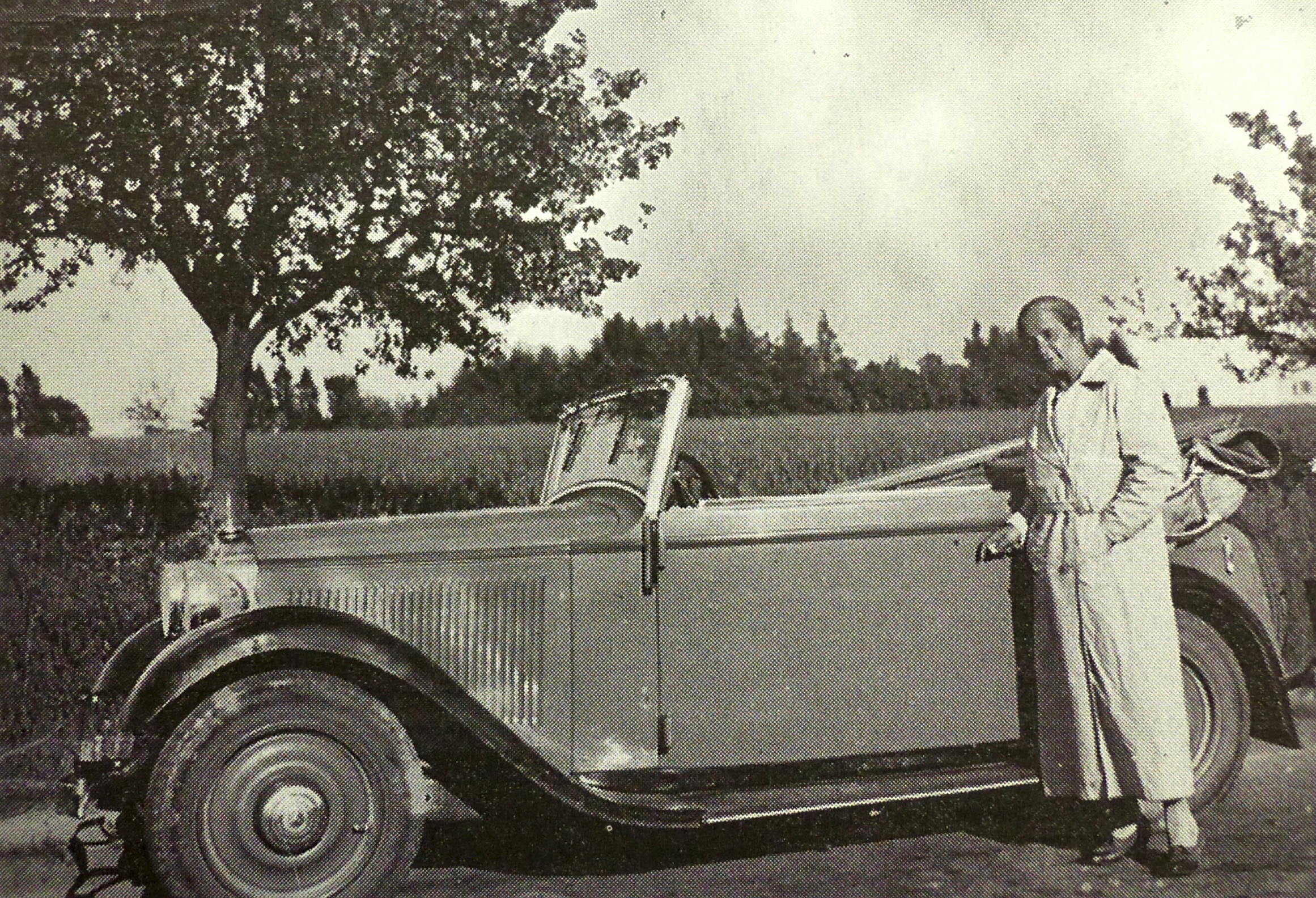
Henriette „Jetta“ Bamberger vor ihrem grünen Mercedes-Benz 170 Cabriolet, 1935

Am 30. Dezember 1938 erstellte das Bezirksamt Lichtenfels eine Liste der jüdischen Mitbürger, denen in der Vergangenheit ein Führerschein ausgestellt worden war und nun unrechtmäßig entzogen werden sollte. Verzeichnet ist darin auch Otto Bambergers Witwe Henriette (mit handschriftlichem Vermerk „Amerika“), die in Lichtenfels als erste Frau einen Führerschein ausgestellt bekam und somit erste Autofahrerin der Stadt war. Außerdem wurden Otto Bambergers jüngster Bruder Ludwig (mit handschriftlichem Vermerk „Engl.“ [England]) und Alfred, der Sohn von Otto Bambergers Onkel Fritz, in der Liste aufgeführt. Beide hatten das Unternehmen D. Bamberger zuletzt zusammen mit Henriette Bamberger geleitet.
Kurz zuvor war auch eine Liste jüdischer Kraftfahrzeugbesitzer erstellt worden, in die später sukzessive der Verbleib der beschlagnahmten oder erzwungenermaßen verkauften Fahrzeuge eingetragen wurde. Daraus ergibt sich, dass das grüne Mercedes-Benz 170 Cabriolet C mit dem Kennzeichen IIH-25699, zuletzt von „Jetta“ Bamberger chauffiert, am 13. Juni 1939 auf eine neue „arische“ Besitzerin umgeschrieben worden ist.
Diese Listen gingen auf einen Erlass des Reichsführers SS und des Chefs der deutschen Polizei, Heinrich Himmler, vom 3. Dezember 1938 zurück. Juden seien „unzuverlässig und ungeeignet zum Halten und Führen von Kraftfahrzeugen“. Führerscheine und Kraftfahrzeugscheine der in Deutschland wohnenden Juden deutscher Staatsangehörigkeit seien unverzüglich, spätestens bis zum 31. Dezember 1938 bei den Zulassungsstellen bzw. Polizeirevieren abzugeben. Die Fahrerlaubnis werde ihnen mit sofortiger Wirkung entzogen, das Halten von Personenkraftwagen und Krafträdern verboten.

„[…] Auch mit dieser Abwehrmaßnahme gegen jüdische Anmaßung hat der nationalsozialistische Staat dem gesunden Rechtsempfinden des deutschen Volkes Ausdruck gegeben. Der deutsche Mensch hat es schon lange als eine Provokation und als eine Gefährdung des öffentlichen Lebens empfunden, wenn Juden sich am Steuer eines Kraftwagens im deutschen Straßenbild bewegten oder gar Mitbenützer der von deutschen Arbeiterfäusten geschaffenen Straßen Adolf Hitlers waren. Auch dieser vom deutschen Volke bisher mit unerhörter Langmut ertragene Zustand hat jetzt sein Ende erreicht. Juden haben in Deutschland am Steuer eines Kraftwagens nichts mehr zu suchen. […] In diese nationalsozialistische Verkehrsgemeinschaft gehört der Jude nicht hinein. […]“

Vier Mercedes-Benz-Fahrzeuge aus dem Fuhrpark der Firma D. Bamberger gingen durch die „Arisierung“ in den Besitz der Firma Knorr, Friedrich & Co. über, zwei davon wurden von dieser im März 1939 verkauft, eines an das Lichtenfelser Unternehmen Striwa-Werke Striegel & Wagner und ein weiteres an die Landesregierung Schleswig-Holsteins.
Profiteur des Eigentums der Familie des Otto Bamberger seit der NS-Beschlagnahme jüdischen Eigentums (Raub) und der „Arisierung“ war insbesondere die Lichtenfelser Familie Conrad (1900–1959), Grete (1892–1986), Siegfried (1929–2013) und Helga Wagner (1932–1992), der das „Sonnenhaus“ im Jahr 1939 äußerst preisgünstig übertragen worden war. Diese war Mitinhaber des Textilherstellers Striwa-Werke Striegel & Wagner. Bei Kriegsende war die Familie wegen ihrer langjährigen Tätigkeit als Hersteller von NS-Uniformteilen für das NSKK, die SA, die SS und die Luftwaffe der Wehrmacht (während der Weimarer Republik auch für den „Stahlhelm“) und der Beschäftigung zahlreicher Zwangsarbeiter vor der einrückenden US-Armee geflüchtet. Die Bamberger-Villa „Sonnenhaus“ wurde in der Folge durch den Generalstab der US-Armee requiriert und von diesem bewohnt, bevor die Familie Wagner wieder zurückkehrte, um die Villa weiterhin zu nutzen.
Direkt vor Verabschiedung des Restitutionsgesetzes (Wiedergutmachung) auf der Basis des Militärregierungsgesetzes Nr. 59 habe der zu dieser Zeit im Auftrag der Familie Wagner tätige Rechtsanwalt Thomas Dehler der Witwe des Otto Bamberger, der in den USA in prekären Verhältnissen lebenden Henriette „Jetta“ Bamberger, eine Zahlung in Höhe von lediglich 5.000 US-Dollar für das „Sonnenhaus“ angeboten. Ziel sei demzufolge gewesen, in den Besitz eines legalen Kaufvertrages zu kommen, um die bevorstehende reguläre Restitution zu verhindern. Da Dehler „Jetta“ Bamberger nicht auf die unmittelbar bevorstehende Restitution hinwies, über die er aufgrund seiner vielfältigen Funktionen im Parlamentarischen Rat, im Länderrat des US-amerikanischen Besatzungsgebietes und im Bayerischen Landtag definitiv informiert gewesen sei, habe er diese arglistig getäuscht und somit betrogen. Kurz danach wurde Dehler erster Bundesminister der Justiz der neu gegründeten Bundesrepublik Deutschland.

### Opfer der Schoáh
Weitere Familienangehörige von Otto Bamberger wurden Opfer der Schoáh. Sein Onkel Fritz, gemeinsam mit dessen Ehefrau Emilie „Milli“ Ida, geborene Kaumheimer (1870–1942), am 17. Juni 1942 ins Ghetto Theresienstadt deportiert, verstarb dort wenige Tage nach seiner Ankunft 79-jährig. Seine Ehefrau wurde 72-jährig im Vernichtungslager Treblinka ermordet.

## Ausstellung und Stolpersteine
Vom 10. bis 24. November 2019 erinnerte die Stadt Lichtenfels im Sonnenhaus anlässlich des Jahrestages der „Reichskristallnacht“ mit einer Ausstellung an die Familie Bamberger. Bezirksheimatpfleger Günter Dippold von der Otto-Friedrich-Universität Bamberg trug aufgrund des unerwartet zahlreichen Besucherandrangs zweimal vor; der Erste Bürgermeister der Stadt, Andreas Hügerich, eröffnete im Anschluss die zweiwöchige Ausstellung, in deren Verlauf die Räumlichkeiten besichtigt werden konnten.
Am 24. August 2023 wurden vor der Villa Sonnenhaus in der Kronacher Straße 21 in Anwesenheit des Ersten Bürgermeisters und des Landrats Stolpersteine für Otto Bamberger und dessen Witwe Henriette Bamberger, geb. Wolff, verlegt. Weshalb deren 1938 geflüchteten Kindern Ruth und dem zu dieser Zeit noch minderjährigen Klaus Bamberger nicht ebenfalls mit Stolpersteinen gedacht wird (analog dem am selben Tag verlegten Stolperstein für den 1938 geflüchteten minderjährigen Walter Samuel Gerst), ist nicht recht nachvollziehbar.
Im Gegensatz zur legendierten Aufschrift des Stolpersteins für Otto Bamberger sind „schwere Misshandlungen“ oder ein „Tot [sic!] an den Folgen“ (Schreibfehler auf dem Stolperstein) weder dokumentiert noch seitens seiner Nachkommen überliefert. Weder das Institut für Stadtgeschichte Frankfurt am Main noch das Hessische Staatsarchiv Wiesbaden verfügen über Belege hinsichtlich einer Schutzhaft Otto Bambergers im Frühjahr 1933, die lediglich innerfamiliär oral überliefert wurde.
Der im Fernsehbeitrag der Frankenschau des Bayerischen Rundfunks vom 3. September 2023 fälschlich bezeichnete Verwandtschaftsgrad des interviewten David Bamberger III (* 1937) als Enkel (br-TV) bzw. Urenkel (br-Text) des Otto Bamberger besteht nicht so wie behauptet. Stattdessen handelt es sich beim interviewten David Bamberger III um einen Urenkel des aus dem oberfränkischen Mitwitz stammenden David Bamberger (1811–1890), Anm.6 der das ehemalige Unternehmen D. Bamberger gründete. Der Interviewte, dessen US-Familienzweig nie Kontakt zu Otto Bamberger unterhalten hat, ist dessen entfernter Großneffe.

## Buchvorstellung
- Erst im Jahr 2005 wurden die 1993 in den USA veröffentlichten Erinnerungen des Sohnes Klaus (Vorname in den USA umbenannt zu „Claude“) an seine Familie, Kindheit und Jugend in Lichtenfels durch den Geschichtsverein Colloquium Historicum Wirsbergense (CHW) im „Sonnenhaus“ der Familie Bamberger in teils erheblich gekürzter und teils ergänzter deutscher Fassung vorgestellt.[13] Die Veröffentlichung lässt die 1996 erschienene große Autobiographie des Claude P. Bamberger inhaltlich gänzlich unberücksichtigt.